# ФК Академия Пушкаш
Футболна Академия Ференц Пушкаш (на унгарски: Puskás Ferenc Labdarugó Akadémia) или просто Академия Пушкаш е унгарски футболен клуб от град Фелчут.
Дебютира във Висшата лига през сезон 2013/14 година.

## История
Целта на основателите е создаване на академия за „Видеотон“ (сега „МОЛ Фехервар“) и да отдадат уваажение на бившата звезда на унгарския футбол Ференц Пушкаш.
През 2008 година с поддръжката унгарския филиал на „Suzuki“ академията организира международен турнир по футбол с названието Купа на Пушкаш или Пушкаш-Сузуки Купа. Целта на основателите е создаване на клубен турнир, който да предложи на талантливите млади футболисти (до 17 години) да премерят сили между собе си и да почетат паметта на Ференц Пушкаш.
На 1 юни 2012 година Адам Дюрчу, випуснкникът на академията, дебютира за Национален отбор на Унгария, влиза като смяна срещу Чехия в 65-а минута, като вкарва и победния гол в мача.

## Успехи
- Първа лига:
  -  Вицешампион (1): 2020/21
  -  Трето място (1): 2023/24
- Купа на Унгария по футбол:
  -  Финалист (1): 2018
- Втора лига:
  -  Победител (2): 2012/13, 2016/17

## Български футболисти
- Камен Хаджиев: 2019/21 - (49 мача - 0 гола)